# Giuseppe Quatrosi
Giuseppe Quatrosi talvolta citato anche come Joseph Quatrosi (1620 circa – 1690 circa) è stato un farmacista, pittore e botanico italiano attivo a Palermo nel XVII secolo.
Fu Console del Salutifero Collegio degli aromatari di Palermo.

## Biografia
Non sono noti dati certi sulla biografia di Giuseppe Quatrosi prima della sua nomina a speziale nel 1641, come riportato all'interno del manoscritto Matricola Aromatario  che contiene l'albo degli speziali esaminati dal Collegio degli aromatari di Palermo nel periodo dal 1474 al 1680 circa.
Fu esaminato il 21 febbraio del 1641, nel periodo in cui era Console Joseph de Salus e divenne Consigliere del Collegio nel 1648.
Antonino La Motta, famoso botanico e speziale palermitano del XVII secolo, definì Giuseppe Quatrosi "speziale fidelissimo" nell'opera manoscritta Giardinello panhormitano nella Sicilia a lui dedicata nel 1643.

## Opere
Autore della finta cupola su tavole lignee della Chiesa di Sant'Andrea degli Amalfitani di Palermo che dipinse con la tecnica del trompe-l'œil. 